# Wyżni Wołowy Stawek
Wyżni Wołowy Stawek (słow. Vyšné Volie pliesko) – niewielki stawek znajdujący się na wysokości ok. 1980 m n.p.m. na tarasie zwanym Zadnią Polaną Młynicką, w środkowej części Doliny Młynickiej, w słowackich Tatrach Wysokich. Pomiary Józefa Szaflarskiego z 1935 r. wykazują, że ma on 0,047 ha powierzchni, wymiary 42 × 22 m i głębokość ok. 0,7 m.
Wyżni Wołowy Stawek jest jednym z Wołowych Stawków, drugim jest położony nieco niżej Niżni Wołowy Stawek. Leży w sąsiedztwie Kozich Stawów. Podczas suchych miesięcy zdarza się, że dzieli się na mniejsze oczka wodne lub całkowicie wysycha. Ok. 100 m na zachód od niego przechodzi żółto znakowana ścieżka biegnąca znad Szczyrbskiego Jeziora dnem Doliny Młynickiej na Bystrą Ławkę.